# 邵兴
邵兴（1095年—1145年），南宋抗金义军首领，字晋卿，解州安邑（今山西省运城市）人，人称邵大伯。
南宋初年率军抗金，在解州神稷山安寨，多次击败金军，金朝人抓住他弟弟邵翼，被迫他投降，他依然死战抗金。李彦仙守陕州时，隶属李彦仙。后来陕州失守，他突围南下，改名邵隆，守卫商州十年。宋金和议后，他还是常常派兵化装袭击金兵，于是被秦桧毒死。